# Bisanthe menyharthi menyharthi
Bisanthe menyharthi menyharthi es una subespecie de la especie Bisanthe menyharthi, un tipo de mantis de la familia Mantidae.

## Distribución geográfica
Se encuentra en Mozambique, Zambia y Zimbabue.